# Сутора
Суто́ра (Paradoxornis) — рід горобцеподібних птахів родини суторових (Paradoxornithidae). Представники цього роду мешкають в Гімалаях і Південно-Східній Азії. 

## Види
Виділяють два види:
- Сутора гімалайська (Paradoxornis flavirostris)
- Сутора чорнощока (Paradoxornis guttaticollis)

## Етимологія
Наукова назва роду Paradoxornis походить від сполучення слів дав.-гр. παραδοξος — незвичайний і ορνις — птах.